# Luapula

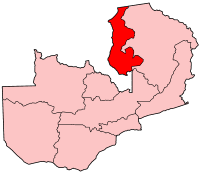
Provinsens läge i Zambia

Luapula är en av Zambias provinser med 775 353 invånare (2000) på en yta av 50 567 km². Provinshuvudstad är Mansa. Provinsen har fått namn efter Luapulafloden.
Luapula gränsar till Mwerusjön, och fiske där är en av de stora näringarna.
Luapula var kärnlandet i Kazemberiket som på 1800-talet grundades av lundafolk som utvandrat från Lundariket i Katanga i nuvarande östra Kongo-Kinshasa.

## Distrikten

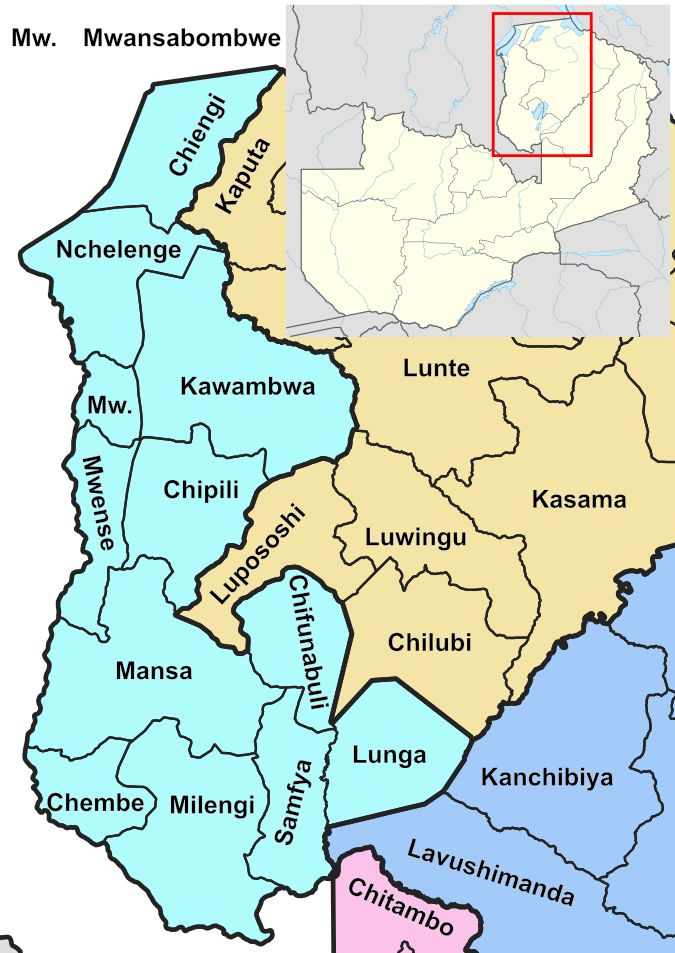
Distrikt i provinsen (2022).

Provinsen delas in i distrikten:
- Chembe
- Chiengi
- Chifunabuli
- Chpili
- Kawambwa
- Lunga
- Mansa
- Milenge
- Mwansabombwe
- Mwense
- Nchelenge
- Samfya